# Burasaia congesta
Burasaia congesta là một loài thực vật có hoa trong họ Biển bức cát. Loài này được Decne. mô tả khoa học đầu tiên năm 1839.